# Cyanoramphus
Genre
Le genre Cyanoramphus a été décrit par Charles-Lucien Bonaparte (1803-1857). Il regroupe plusieurs espèces de perroquets communément appelés kakarikis (mot signifiant petit perroquet en māori). Elles se distinguent par un corps arrondi, une queue longue et fine, un plumage de base entièrement vert à l'exception du masque facial. Ces Psittacinae possèdent un bec gris foncé, des pattes grises et des iris orange. Aucun dimorphisme sexuel notable n'est remarqué au sein de ce genre. Toutes ses espèces sont menacées d'extinction dans leurs habitats naturels et certaines ont déjà disparu. Seul le Kakariki à front rouge ou Perruche de Sparrman est très commun dans les élevages.

## Liste des espèces
Selon la classification de référence du Congrès ornithologique international (version 6.4, 2016) :
- †Cyanoramphus zealandicus – Perruche de Tahiti
- †Cyanoramphus ulietanus – Perruche de Raiatea
- Cyanoramphus saisseti – Perruche de Nouvelle-Calédonie
- Cyanoramphus forbesi – Perruche des Chatham
- Cyanoramphus cookii – Perruche de Norfolk
- †Cyanoramphus subflavescens – (?)
- Cyanoramphus unicolor – Perruche des Antipodes
- Cyanoramphus auriceps – Perruche à tête d'or
- Cyanoramphus malherbi – Perruche de Malherbe
- Cyanoramphus novaezelandiae – Perruche de Sparrman
- Cyanoramphus hochstetteri – (?)

Parmi celles-ci, quatre espèces éteintes :
- †Cyanoramphus zealandicus – Perruche de Tahiti
- †Cyanoramphus ulietanus – Perruche de Raiatea
- †Cyanoramphus subflavescens – (?)
- †Cyanoramphus erythrotis – (?)